# Orzesze (województwo zachodniopomorskie)
Orzesze – wieś w Polsce położona w województwie zachodniopomorskim, w powiecie goleniowskim, w gminie Nowogard.
W latach 1975–1998 miejscowość położona była w województwie szczecińskim.